# Warensicherung
Eine Warensicherung ist eine Maßnahme, deren Zweck es ist, den Diebstahl einer Ware entweder zu verhindern oder die Ware für den Dieb unbrauchbar zu machen.

## Mechanische Warensicherung
Die älteste Art der Warensicherung ist das einfache Anbinden oder Einschließen von Waren.

## Elektronische Warensicherung oder auch Elektronische Artikelsicherung (EAS)
Aktuell sind elektromagnetische (EM), radiofrequente (RF) und akustomagnetische (AM) Systeme voneinander zu trennen. Zu unterscheiden sind die Technologien nach den Merkmalen der Zuverlässigkeit, Sicherheit, Durchgangsbreiten und Erkennungsraten (pic rate). Wobei EM-Systeme die kleinsten Durchgangsbreiten, RF-Systeme Durchgangsbreiten von bis zu 230 cm und AM – Systeme sogar von bis zu 400 cm Durchgangsbreiten zwischen zwei Antennen absichern. Die Durchgangsbreite ist abhängig von den verwendeten Etiketten. Die herkömmliche Standardlösung ist die Installation der Systeme im Check-In oder den Check-Out-Bereich, um potentielle Ladendiebe abzuschrecken und der ehrlichen Kundschaft zu zeigen, dass Diebstahl nicht toleriert wird. Immer mehr Einzelhändler und Architekten legen jedoch besonderen Wert auf dezent oder unsichtbar zu installierende Antennensysteme (z. B. Integration in den Boden oder in/auf das Türportal). So bleibt der freie, einladende Eingang erhalten, die Abschreckung erfolgt über Hinweisschilder und sichtbar angebrachte Etiketten.
Das nicht deaktivierte Warensicherungsetikett wird von Antennen am Ausgang nach der Kasse erkannt und es wird ein Alarm ausgelöst, sobald eine solche Ware den Bereich passiert. Die Bauformen der Etiketten variieren von Aufklebern (Klebeetiketten) bis hin zu Kunststoffgehäusen (Hartetiketten, Permanentetiketten). Gewöhnlich befinden sich im Ausgangsbereich Sende-Empfangs-Geräte (Antennen), die die Warensicherung durch eine bestimmte Frequenz zum Schwingen anregt. Bei RF-Systemen ist dies oft 8,2 MHz, bei AM-Systemen 58 kHz. 
Für die Befestigung einer elektronischen Warensicherung gibt es zwei Strategien:
Die häufigste ist eine deutlich sichtbare Anbringung eines Etiketts, welches nur mit besonderem Werkzeug entfernt werden kann. Der Vorteil besteht in der psychologischen Wirkung, da der Kunde die Ware als gesichert wahrnimmt und Gelegenheitsdiebe abgeschreckt werden. Eine andere Variante ist die versteckte Anbringung an oder in der Ware. Die Sicherung wird hierbei nach dem Kauf nicht entfernt, sondern deaktiviert. Der Vorteil liegt darin, dass ein Dieb wissen muss, wo die Sicherung zu finden ist, wenn er sie entfernen will.
Die Zukunft liegt wohl hier in der Quellensicherung, dass in die Ware bereits bei der Herstellung/Montage ein Warensicherungsetikett integriert wird (z. B. im Absatz von Schuhen, Einnähetikett im Anzug, im Schaft der Bohrmaschine, unter dem Label der Getränkeflasche usw.). Quellensicherung wird schon heute erfolgreich von mehreren Händlern (Schuhbereich etc.) eingesetzt, der Verbreitungsgrad im Vergleich zu Spanien oder Frankreich ist in Deutschland jedoch noch nicht so groß.
Hierfür muss das eingearbeitete Etikett die Möglichkeit aufweisen, dass man es aktivieren, deaktivieren und wieder reaktivieren kann. So kann die Ware entsprechend ihrem Ziel immer wieder aktiv oder inaktiv "gemacht" werden.

## Chemische Warensicherung
Eine chemische Warensicherung verhindert nicht den Diebstahl, macht die Ware jedoch bei unbefugtem Entfernen unbrauchbar oder dient zu einem späteren Eigentumsnachweis. Hierzu wird z. B. eine Chemikalie in einem zerbrechlichen Gefäß an der Ware angebracht, so dass dieses beim unsachgemäßen Entfernen der Sicherung zerbricht und der Inhalt auf die Ware wirkt. Eingesetzt werden meist schwer abwaschbare Farben, selten auch Gestank verbreitende Stoffe oder im Zuge einer DNA-Eigentumsmarkierung künstliche DNA.